# Kennedy Ochieng
Kennedy Ochieng (30 dicembre 1971) è un ex velocista keniota.

## Palmarès
| Anno | Manifestazione          | Sede             | Evento      | Risultato  | Prestazione | Note |
| ---- | ----------------------- | ---------------- | ----------- | ---------- | ----------- | ---- |
| 1990 | Mondiali juniores       | Plovdiv          | 400 m piani | Semifinale | 46"88       |      |
| 1990 | Mondiali juniores       | Plovdiv          | 4x400 m     | 8º         | 3'07"86     |      |
| 1992 | Campionati africani     | Belle Vue Maurel | 400 m piani | Argento    | 46"23       |      |
| 1993 | Mondiali                | Stoccarda        | 400 m piani | 8º         | 45"68       |      |
| 1993 | Mondiali                | Stoccarda        | 4x400 m     | Argento    | 2'59"82     |      |
| 1993 | Campionati africani     | Durban           | 400 m piani | Oro        | 45"29       |      |
| 1996 | Giochi olimpici         | Atlanta          | 4×400 m     | Finale     | dns         |      |
| 1998 | Giochi del Commonwealth | Kuala Lumpur     | 400 m piani | 8º         | 45"56       |      |
| 1999 | Giochi panafricani      | Johannesburg     | 400 m piani | Oro        | 44"77       |      |